# Phare de Straw Island
Le phare de Straw Island est un phare situé sur un îlot proche du port de Killeany, au sud-est de l'île d'Inis Mór dans la baie de Galway dans le Comté de Galway (Irlande). Il est géré par les Commissioners of Irish Lights.

## Histoire
Ce phare a été construit en 1878 sur un îlot proche de la côte sud-est de Inis Mór, à l'entrée du petit port de Killeany. C'est une tour cylindrique en maçonnerie de 10 m de haut attenante à son bâtiment technique qui contient le générateur. Il est peint en blanc ainsi que la lanterne et la galerie en rouge. Le logement du gardien a été démoli en 1938. C'est une éolienne qui fournit l'énergie au générateur. La station est entourée d'un mur de protection, peint aussi en blanc, qui la protège des assauts de la mer.
Accessible seulement par bateau, il émet un flash blanc toutes les 5 secondes. Le site est ouvert et le bâtiment est clos.